# Halocyprida
Halocyprida is een orde van kreeftachtigen uit de klasse van de Ostracoda (Mosselkreeftjes).

## Onderorden
- Cladocopina
- Halocypridina